# 임강선 (드라마)
《임강선》(临江仙)은 2025년 방송되었던 중국의 웹 드라마이다.

## 등장 인물
- 바이루 - 이청월/화여월 역
- 쩡순시 - 백구사 역
- 허루이셴 - 번릉아 역
- 천신하이 (陈鑫海) - 장산 역